# Calodia siberutensis
Calodia siberutensis är en insektsart som beskrevs av Nielson 1991. Calodia siberutensis ingår i släktet Calodia och familjen dvärgstritar. Inga underarter finns listade i Catalogue of Life.